# Thomas Dermine
Thomas Dermine (Charleroi, 1 mei 1986) is een Belgisch politicus voor de Franstalige socialistische partij PS.
Van 1 oktober 2020 tot 1 december 2024 was hij lid van de Belgische regering, toegevoegd aan de minister van Economie en Werk, Pierre-Yves Dermagne, als staatssecretaris voor Relance en Strategische Investeringen, belast met Wetenschapsbeleid in de federale regering van Alexander De Croo. Sinds 2 december 2024 is hij burgemeester van Charleroi.

## Biografie

### Opleiding en beroepsloopbaan
Thomas Dermine groeide op in Charleroi en bracht er zijn hele kindertijd en jeugd door. Nadat hij een deel van zijn schoolopleiding in het Nederlands aan de Abdijschool in Dendermonde had voltooid, studeerde hij vervolgens voor handelsingenieur aan de Solvay Brussels School, aangevuld met een master in de politieke wetenschappen aan de Université libre de Bruxelles en een master in openbaar beleid aan de Harvard-universiteit in Boston. Hij zette zijn academische loopbaan voort aan Harvard met een beurs van de Belgian American Educational Foundation (Francqui Fellow). Hij werkte er samen met professor Jeffrey Liebman, de adviseur van president Obama, op het gebied van sociale innovatie.
Van 2009 tot 2016 werkte Dermine als consultant in verschillende landen en ging hij bij de startersincubator Kamet Ventures in Londen werken aan technologische innovatieprojecten.
Na enkele jaren in het buitenland te hebben gewerkt, keert hij begin 2017 terug naar Charleroi om er te werken aan het Catch-plan, dat de creatie van werkgelegenheid in de regio Charleroi moet versnellen na verschillende industriële herstructureringen. In die periode superviseerde hij verschillende belangrijke projecten voor de sociaaleconomische reconversie van Charleroi, zoals de komst van het Legoland-park bij Caterpillar, de uitbreiding van het biotechnologische ecosysteem en verschillende industriële herbestemmingsprojecten
Als blijk van erkenning van dit engagement werd hij in 2018 door de Waalsgezinde denktank Institut Jules Destrée bekroond met de Bologna-Lemaire prijs als "Waal van het jaar 2018". In november 2019 werd hij directeur van het Institut Emile Vandervelde (IEV), de studiedienst van de PS, waarbij hij Gilles Doutrelepont opvolgde.
In die functie nam Dermine, naast Paul Magnette, actief deel aan de onderhandelingen voor de vorming van de Belgische federale regering voor de periode 2019-2020.

### Politieke loopbaan

#### Loopbaan als staatssecretaris
Op 1 oktober 2020, bij de vorming van de regering-De Croo, werd Thomas Dermine benoemd tot staatssecretaris voor Relance en Strategische Investeringen, belast met Wetenschapsbeleid, toegevoegd aan de minister van Economie en Werk Pierre-Yves Dermagne.
Binnen de federale regering leidde hij vanaf april 2021 de coördinatie van het nationaal Plan voor Herstel en Veerkracht (PHV) op Belgisch niveau en zorgde hij voor nauwe samenwerking tussen de Europese Commissie en alle entiteiten in België. Het plan omvatte 118 investeringsprojecten voor een totaalbedrag van 7,5 miljard euro. Naast deze opdracht heeft Dermine ook de leiding over het Federaal Wetenschapsbeleid, dat de Belgische en Europese ruimteagenda omvat, de financiering van onderzoeksprogramma's, alsook het toezicht op de federale wetenschappelijke instellingen, waaronder de grote Belgische musea.
Bovendien verkreeg hij als minister de voogdij over het Koninklijk Museum voor Midden-Afrika (AfricaMuseum) en in die hoedanigheid gaf hij de aanzet tot de restitutie van cultuurgoederen uit het koloniale verleden aan het land van herkomst - met name de Democratische Republiek Congo. Deze benadering werd vertaald in een wetsontwerp dat de vervreemdbare aard van eigendom uit het koloniale verleden erkende en een wettelijk kader voor de teruggave en restitutie ervan vaststelde. Deze wet werd op 30 juni 2022 aangenomen door de Kamer van volksvertegenwoordigers, op de dag van de 62e verjaardag van de onafhankelijkheid van de Democratische Republiek Congo. Voorts werd op 8 juni 2022, ter gelegenheid van het eerste officiële bezoek van koning Filip aan de Democratische Republiek Congo, een eerste Kakuungu-masker teruggegeven aan het land van herkomst, als symbool van de gezamenlijke wil van de twee staten om hun samenwerking op dit gebied te verdiepen.

#### Andere politieke functies
Sinds februari 2022 is Dermine voorzitter van de PS-federatie van Charleroi. Hij volgde in deze functie Babette Jandrain op, die zich toelegde op haar functies als schepen in Charleroi.
Bij de Waalse verkiezingen van 9 juni 2024 was hij lijsttrekker voor de PS in de kieskring Charleroi-Thuin. Hij werd verkozen en legde de eed af als Waals Parlementslid en lid van het Parlement van de Franse Gemeenschap. Omdat deze mandaten niet combineerbaar waren met zijn functie van staatssecretaris, liet hij zich daar vervolgens tijdelijk vervangen.
Bij de lokale verkiezingen van 2024 werd hij lijsttrekker in Charleroi. Hij haalde minder stemmen dan de derde op de lijst, zittend burgemeester en PS-voorzitter Paul Magnette. Magnette had Dermine als kandidaat-burgemeester gelanceerd om zich zelf op zijn andere taken te kunnen toeleggen. Magnette bleef bij zijn besluit, waarna Dermine begin december 2024 gemeenteraadslid en burgemeester werd van de stad. Hierdoor nam hij ontslag als federaal staatssecretaris.

## Academische activiteiten
Sinds 2016 coördineert Thomas Dermine een academisch programma aan de Université libre de Bruxelles in micro-economie en competitiviteit in samenwerking met de Harvard-universiteit.
Hij is ook lid van de adviesraad van de Universiteit van Bergen in België en van de Solvay Brussels School of Economics & Management.

## Publicaties
- Contrat à impact social : une opportunité pour le financement de l’action sociale ?, in Economie(s) sociale(s) et solidaire(s), Informations Sociales n°199, 2019
- Contrat à Impact Social – Balises et potentiel en France pour le financement de l’innovation sociale, met Bazy M.-E. in ‘Economie sociale et solidaire et Etat, Institut de la gestion publique et du développement économique, Ministère de l’Economie et des Finances, mei 2017 Social Impact Bonding, met Le Grelle M., Simonart F., Stanford Social Innovation Review, Viewpoint Economic Development, herfst 2016
- Establishing Social Impact Bonds in Continental Europe, Harvard M-RCBG Associate Working Paper Series n°26, mei 2014
- Evaluation and analysis of Walloon Aeronautic Cluster met Kalita R., Valenti L., Bodeux M., edited by Pr. Michael Porter, Report to the Institute for Strategy and Competitiveness, Harvard Business School, maart 2013

- Un plan stratégique pour Charleroi, Courrier hebdomadaire du CRISP, n° 2060, March 2010
- Axes de développement prioritaires pour la ville de Charleroi, Revue du Conseil économique et social de la Région wallonne, n°100, January 2010